# Karl Eckmann
Karl Eckmann (* 18. Mai 1910 in Siegen; † 26. Oktober 1987 ebenda) war ein nordrhein-westfälischer Kommunalpolitiker (CDU) und Oberbürgermeister der Stadt Siegen.

## Leben und Politik
Karl Eckmann, Kaufmann von Beruf und Prokurist im Technischen Großhandel, kehrte als Spätheimkehrer Ende 1949 aus sowjetischer Kriegsgefangenschaft zurück.
Er wurde Mitglied in der CDU seiner Heimatstadt Siegen und war von 1963 bis 1968 Vorsitzender des CDU-Kreisverbandes Siegen (Siegerland).
Von 1956 bis 1984 war Eckmann Mitglied des Rates der Stadt Siegen, von 1959 bis 1961 auch Vorsitzender der CDU-Fraktion im Rat der Stadt Siegen. Vom 29. März 1961 bis zum 5. Oktober 1966 war Eckmann Siegener Ratsvorsitzender, er wurde zweimal nach den Kommunalwahlen, 1961 und 1964, zum Oberbürgermeister der Stadt Siegen gewählt. Von 1966 bis 1974 gehörte er außerdem dem Kreistag des Kreises Siegen an.
Von 1965 bis 1980 war Eckmann als stellvertretendes Mitglied Vertreter der Evangelischen Kirche von Westfalen im Rundfunkrat des Westdeutschen Rundfunks (WDR). Eckmann gehörte als Synodaler Gremien der Evangelischen Kirche im Kirchenkreis Siegen an. Seit den sechziger Jahren war Eckmann langjähriges Mitglied im Hauptvorstand des Evangelischen Krankenhausvereins Siegerland.
Als Spätheimkehrer engagierte sich Eckmann auch als langjähriger Vorsitzender im Kreisverband der Heimkehrer und als deren Verbandsvertreter auf Landesebene. Von 1971 bis 1983 war Eckmann zudem Vorsitzender des Siegerländer Heimat- und Geschichtsvereins.